# Sinahahnia
Genre
Sinahahnia est un genre d'araignées aranéomorphes de la famille des Hahniidae.

## Distribution
Les espèces de ce genre sont endémiques de Chine.

## Liste des espèces
Selon World Spider Catalog (version 25.0, 11/05/2024) :
- Sinahahnia eyu Wang & Zhang, 2024
- Sinahahnia fanjingshan Wang & Zhang, 2024
- Sinahahnia yintiaoling Wang & Zhang, 2024

## Systématique et taxinomie
Ce genre a été décrit par Wang et Zhang en 2024 dans les Hahniidae.

## Publication originale
- Wang & Zhang, 2024 : « A new genus and three new species of Hahniidae (Araneae) from China. » ZooKeys, vol. 1197, p. 249-259 (texte intégral).